# Corneille (kunstschilder)
Cornelis Guillaume van Beverloo, beter bekend als Corneille (Luik, 3 juli 1922 – Auvers-sur-Oise (Frankrijk), 5 september 2010) was een Nederlandse kunstschilder en een van de leden van Cobra.

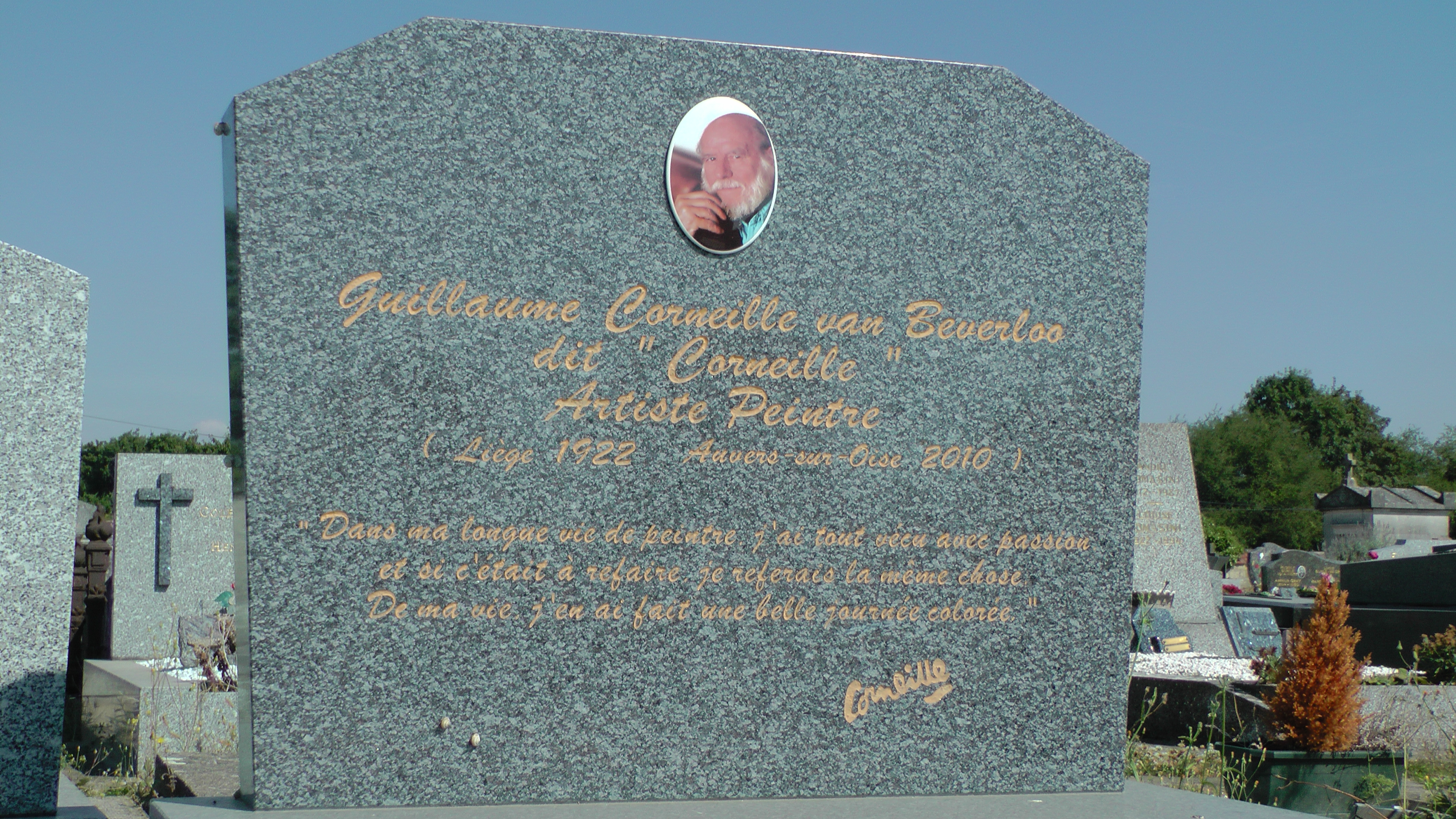
grafsteen Corneille in Auvers-sur-Oise

## Biografie
Corneille werd geboren in het Belgische Luik, als kind van Nederlandse ouders. Hoewel grotendeels autodidact, volgde hij kunstcursussen aan de Amsterdamse Rijksacademie, tussen 1940 en 1942. In 1946 hield hij in Groningen zijn eerste expositie.
Aanvankelijk sterk beïnvloed door het werk van Picasso, maakte hij zich in 1948 hiervan los en trad toe tot de Cobra-beweging; hij is daarvan medeoprichter, samen met onder anderen de Nederlanders Karel Appel, Jan Nieuwenhuijs, diens broer Constant Nieuwenhuijs en de Belgen Christian Dotremont en Joseph Noiret.
In 1950 verhuisde hij van Amsterdam naar Parijs waar hij tot 1968 samenleefde met de fotografe Henny Riemens (1928-1993). Het paar trouwde in 1955 te Amsterdam en reisde meermalen naar andere delen van de wereld: Noord-Afrika, Noord-Amerika, de Antillen en Zuid-Amerika. Deze reizen bepalen in hoge mate de aard van zijn werk. Vanaf 1960 viel hij terug op figuratieve kunst, waarbij vrouwen, vogels, bloemen en vaak personages tot zijn artistiek vocabularium behoren.
Zelf beweerde hij dat schilderen geen hobby of werk is, maar eerder een roeping. De laatste jaren had Corneille zijn atelier in Parijs. Bezoekers werden vrijwel niet gedoogd door de kunstenaar. Corneille leefde teruggetrokken in het Maison du Cedres in het Franse departement Val-d'Oise. Hij overleed op 5 september 2010. Corneille werd begraven op de begraafplaats in Auvers-sur-Oise, waar in 1890 ook Vincent van Gogh werd begraven.

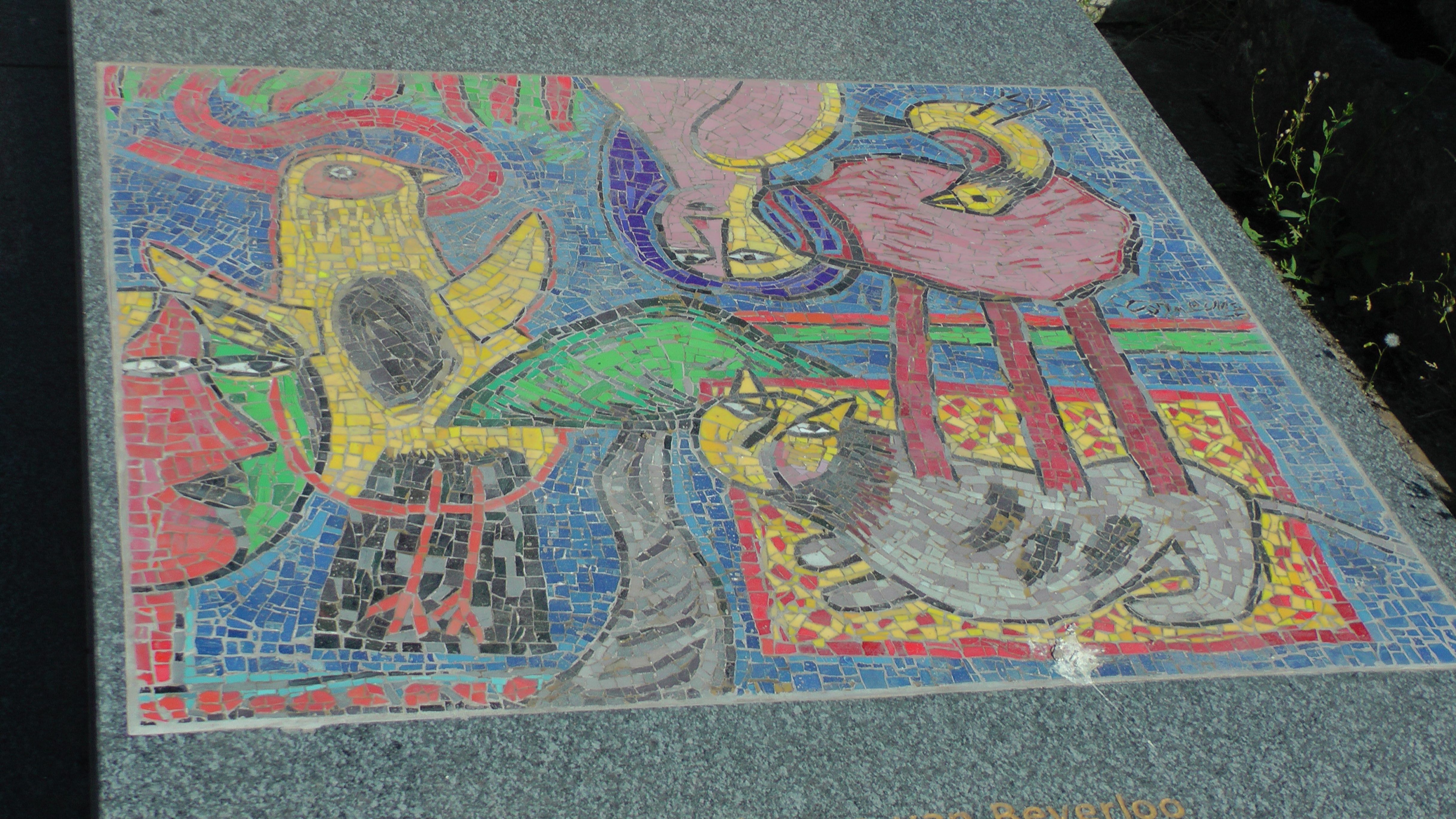
grafsteen Corneille

## Werken

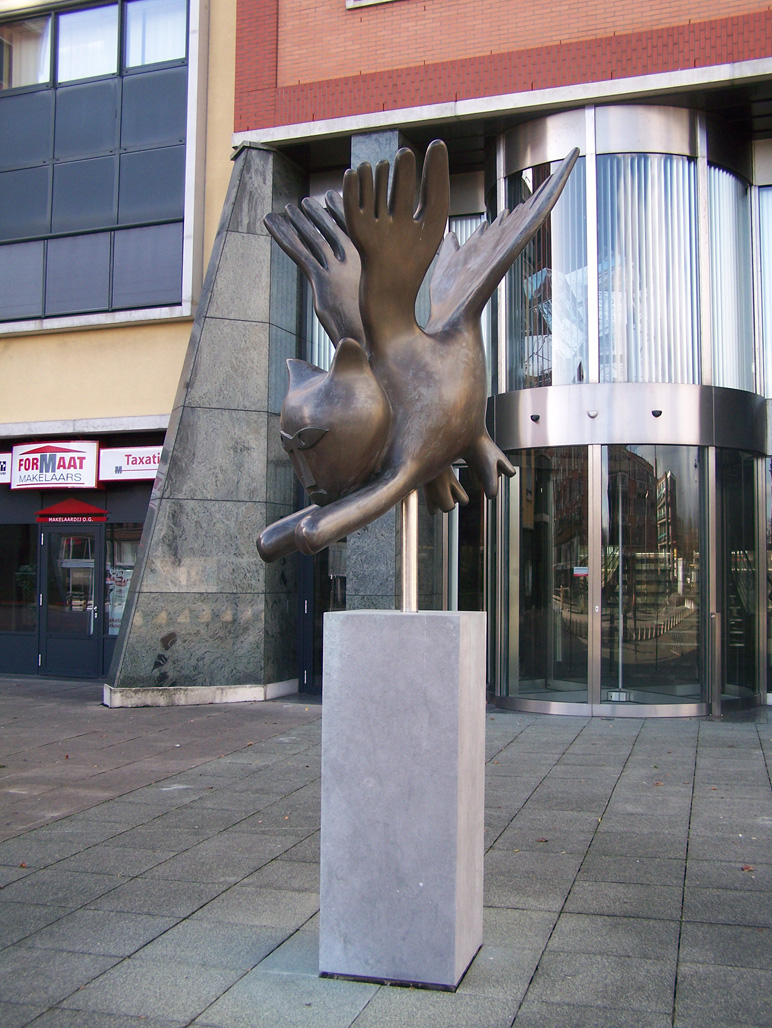
Katvogel (2001), Heerhugowaard nabij het station. Een identiek beeld staat ook nabij het CoBra Museum in Amstelveen.

Zijn kunstwerk Au sein de désert, il y a encore de la place pour les yeux (1949) heeft bij een veiling in Kopenhagen (2006) 281 000 euro opgebracht. Nog nooit is voor een van zijn werken een dergelijk bedrag betaald. Corneille heeft ook levensgrote sculpturen gemaakt. Zijn werk Le Bateau de L'espoir werd in 1993 verkocht voor 70 000 gulden en is tegenwoordig een veelvoud van dit bedrag waard. Hij bleef tot het eind van zijn leven schilderen. Volgens zijn woordvoerder Boudewijn Hiltermann waren de drie kunstolifanten voor de Olifantenparade de laatste werken die Corneille voltooide. De veiling van een van deze olifanten op 13 november 2009 in de Westergasfabriek in Amsterdam leverde 42 000 euro op.
Op 9 september 2010 werd zijn laatste kunstwerk, Corneillefant 3, geveild in Emmen.

## Onderscheidingen
- Ridder in de Orde van Oranje-Nassau 1969
- Commandeur in de Orde van de Nederlandse Leeuw

## Werk in openbare collecties (selectie)
- Kunstmuseum Den Haag
- Rijksmuseum Amsterdam[4]
- Stedelijk Museum Amsterdam
- Rijksdienst voor het Cultureel Erfgoed
- Cobra Museum voor Moderne Kunst Amstelveen
- Rotterdam, Museum Boijmans Van Beuningen, Holland
- Schiedam, Stedelijk Museum, Holland
- Parijs, Centre national d'art et de culture Georges Pompidou, Frankrijk
- Parijs, Musée d'Art Moderne, Frankrijk
- Parijs, Fonds National d'art contemporain, Frankrijk
- Dunkerque, LAAC, Frankrijk
- Brussel, Koninklijke Musea voor Schone Kunsten, België
- Gent, S.M.A.K, België
- Luik, La Boverie, België
- Charleroi, Musée des Beaux-Arts, België
- Aarlen, Musée Gaspar-Collection de l'Institut Archéologique du Luxembourg, België
- New York, Brooklyn Museum, Verenigde Staten
- Boston, Museum of Fine arts, Verenigde Staten
- Indiana, Indianapolis Museum of Art, Verenigde Staten
- Wichita, Wichita Art Museum, Verenigde Staten
- Fort Lauderdale, NSU Art Museum, Verenigde Staten